# Biogospodarka

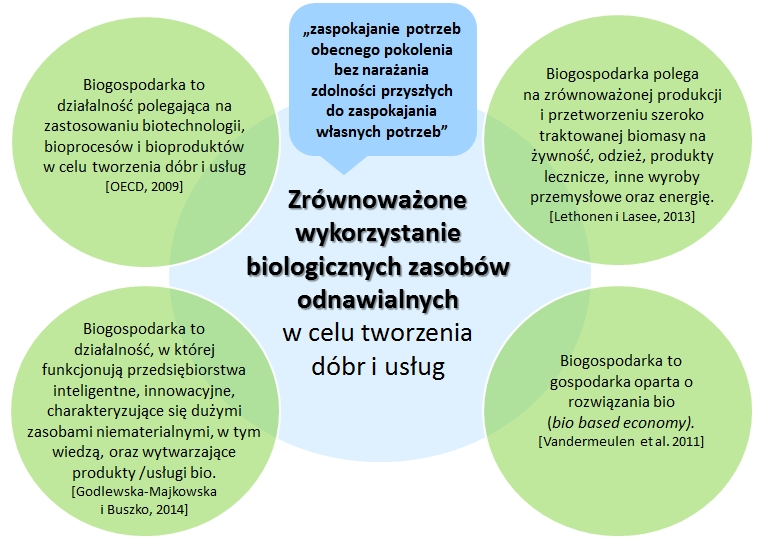
Bioscheme

Biogospodarka (zwana również bioekonomią, inżynierią ekologiczną lub gospodarowaniem surowcami odnawialnymi i mineralnymi) – jest odpowiedzią na wzrastające zapotrzebowanie na rozwój nauki z zakresu nowych uregulowań i procesów zachodzących w gospodarce. Biogospodarka kształtuje nowy rynek pracy, produkcji i usług, który wymaga nowej zaawansowanej wiedzy i specjalistycznych kadr dla tego rynku. Biogospodarka jest w stanie pobudzić i utrzymać wzrost gospodarczy i utworzyć miejsca pracy na obszarach wiejskich, przybrzeżnych i przemysłowych, ograniczyć uzależnienie od paliw kopalnych oraz przyczynić się do poprawy równowagi ekonomicznej i środowiskowej produkcji podstawowej i przemysłu przetwórczego. Biogospodarka wykorzystuje aktualną wiedzę oraz najnowsze odkrycia i osiągnięcia naukowe w obszarze, w tym szczególnie w zakresie przetwórstwa spożywczego, inżynierii środowiska, bioenergetyki oraz technologii i procesów przemysłowych.

## Zastosowanie
Gospodarka oparta na biopaliwach wykorzystuje biomasę pierwszej generacji (uprawy i odpady rolne), biomasę drugiej generacji (przetworzone uprawy i odpady rolne) i biomasę trzeciej generacji (zastosowanie wodorostów, alg i bakterie) oraz biomasę czwartej generacji (biokarbon, biowęgiel). Następnie stosuje się kilka metod przetwarzania (w biorafineriach), aby uzyskać jak najwięcej energii z biomasy. Techniki te obejmują:
- Beztlenowe reakcje chemiczne
- Pirolizę
- Toryfikację
- Fermentację

Fermentacja beztlenowa jest zwykle stosowana do produkcji biogazu, fermentacja cukrów powoduje wytwarzanie etanolu, piroliza jest wykorzystywana do produkcji oleju do pirolizy (który jest zestalonym biogazem), a toryfikacja jest wykorzystywana do wytwarzania biomasy - biowęgla. Biomasa - biowęgiel i biogaz są następnie spalane w celu produkcji energii, etanol może być stosowany jako paliwo (nośnikowe), a także do innych celów, takich jak produkty do pielęgnacji skóry.

## Jak najlepiej wykorzystać biomasę
Ze względów ekonomicznych przetwarzanie biomasy odbywa się według określonego schematu. Ten wzorzec, podobnie jak wydajność, zależy od użytej biomasy. Nadrzędną ideą jest znalezienie najbardziej odpowiedniego schematu przetwarzania biomasy, który jest znany jako biorafinacja. Ogólna lista pokazuje produkty o wysokiej wartości dodanej i najniższej objętości biomasy do produktów o najniższej wartości dodanej i najwyższej objętości biomasy:
- drobne chemikalia/leki
- żywność
- chemikalia/biotworzywa
- paliwa transportowe
- prąd i ciepło

Trwają również badania mające na celu usprawnienie procesów produkcyjnych. Na przykład, aby wytwarzać tworzywa sztuczne, farby, leki oraz środki przeciw zamarzaniu z gazu syntezowego.